# ラズン・アンテルセルヴァ
ラズン・アンテルセルヴァ（伊: Rasen Anterselva ; 独: Rasen-Antholz ラーゼン・アントホルツ）は、イタリア共和国トレンティーノ＝アルト・アディジェ州ボルツァーノ自治県にある、人口約2,900人の基礎自治体（コムーネ）。

## 地理

### 位置・広がり

#### 隣接コムーネ
隣接するコムーネは以下の通り。括弧内のATはオーストリア領（AT-7はチロル州）を示す。
- ブルーニコ
- カンポ・トゥーレス
- モングエルフォ＝テシド
- ペルカ
- Sankt Jakob in Defereggen (AT-7)
- ヴァルダーオラ
- ヴァッレ・ディ・カジーエス

## 行政

### 分離集落
ラズン・アンテルセルヴァには、以下の分離集落（フラツィオーネ）がある。
- Nove Case/Neunhäusern, Rasun di Sotto/Niederrasen (sede comunale), Rasun di Sopra/Oberrasen, Anterselva di Sotto/Antholz-Niedertal, Anterselva di Mezzo/Antholz-Mittertal, Anterselva di Sopra/Antholz-Obertal

## 住民

### 言語
| 言語集団調査（2011年） | 言語集団調査（2011年） | 言語集団調査（2011年） | 言語集団調査（2011年） | 言語集団調査（2011年） |
| ---------------------- | ---------------------- | ---------------------- | ---------------------- | ---------------------- |
|                        |                        |                        |                        |                        |
| ドイツ語               | ドイツ語               |                        | 98.40%                 | 98.40%                 |
| イタリア語             | イタリア語             |                        | 1.16%                  | 1.16%                  |
| ラディン語             | ラディン語             |                        | 0.44%                  | 0.44%                  |

2011年に行われた、住民がドイツ語・イタリア語・ラディン語のいずれの「言語集団」に属するかの調査によれば（ボルツァーノ自治県#言語集団調査参照）、住民の約98%がドイツ語話者である。